# Gongitsune
Gongitsune (ごん狐?  El Zorrito Gon), conocido en inglés como Gon, The Little Fox, es una historia infantil japonesa sobre la vida de un pequeño zorro llamado Gon. La historia es considerada la obra maestra de Niimi Nankichi, a veces conocido como el Hans Christian Andersen de Japón. Fue ilustrado por Genjirou Mita. Fue llevada al anime como una película en 1985, dirigida por Kousei Maeda.

## Sinopsis
Gon (ごん?) es un pequeño zorro, un día, buscando comida, llega a una pequeña aldea donde frecuentemente roba comida y hace otras travesuras, constantemente evadiendo a los aldeanos furiosos.
Un día, Gon roba una anguila enfrente de Hyōjū (兵十?), el cual quería dársela a su madre enferma. Su madre muere posteriormente. Gon se da cuenta de su error e intenta arreglarlo, obsequiándole secretamente a Hyōjū cosas que robaba, aunque los aldeanos ahora acusaban a Hyōjū de robarles y sabotearlos. Después, Gon solo le da hongos y nueces que recogía del bosque. Hyōjū estaba agradecido por los regalos, aunque no sabía de dónde venían. Un día, Hyōjū ve al zorro sospechosamente por ahí, y le dispara, causándole la muerte. Solo después de este horror, se da cuenta de que el zorro solo le estaba dando los hongos y las nueces.

## Análisis
Las historias infantiles no siempre tienen un final feliz. En esta historia, la madre de Hyōjū muere, Gon es disparado por Hyōjū intentando expiar sus errores, y Hyōjū siente culpa por dispararle al zorro que intentaba ayudarlo. La moraleja obtenida se puede interpretar como que cada quien tiene que aceptar su destino.
Los zorros, o kitsune, son vistos según la cultura japonesa como mágicos y a menudo animales traviesos. Algunos cuentos populares cuentan historias de cómo los kitsune cambian de forma, imitando otros seres y objetos. Gon también imitaba a los humanos a veces, si bien, aquí  no se mostraron poderes mágicos involucrados.
La anguila robada por Gon pudo haber acelerado o causado la muerte de la madre de Hyōjū. Platillos con anguilas tienen una reputación en Japón de proveer fuerza, especialmente durante el calor de invierno (véase kabayaki).

## Trasfondo del autor
Nankichi escribió la historia en 1930, cuando tenía 17 años, basándose en un cuento folklórico que escuchó. Escribió la historia en Handa, de la prefectura de Aichi, la ciudad donde nació. Él también perdió a su madre cuando tenía 4 años y tuvo un profundo toque por esa historia. Al igual que Gon, Nankichi no tuvo una larga vida, ya que murió a los 29 años de tuberculosis.

## Recepción
Gon, el Zorro recibió favorables críticas. Marilyn Taniguchi escribió algo para el Diario de la Biblioteca Escolar, describiéndolo como un "cuento conmovedor (que) podrí resonar en los lectores mayores, quienes enfatizaron en la lucha de un solitario forastero" y sugirieron "Los maestros podrían deslumbrar en la rica cultura de Japón".
Kirkus Reviews escribió "Una cantidad de información sobre la cultura japonesa y las tradiciones impartidas en su camino", y comentó "hermosos y delicados colores ofrecidos a los lectores (Ilustrador Genjirō Mita), ojos grandes y encantadores lugares de descanso, te dan formas de pensar con esta gran historia", concluyendo "El sorprendente y violento final puede ser difícil de captar para la audiencia, pero es una valiosa introducción a una historia no superficial del Oeste".
JQ Magazine lo llamó como "una valiosa lectura para la gente joven".

## Adaptación
El libro fue adaptado a una película animada, llamada Gongitsune (ごんぎつね?), con Mayumi Tanaka como la voz de Gon. La película fue estrenada en marzo de 1985.

## En la cultura popular
El libro aparece referenciado en algunas historias de manga, siendo una de las conocidas Kodomo no Jikan, en un capítulo especial, que aparece la historia en un libro de lenguaje, al contarla hace que todos los personajes se pongan a llorar.